# 開羅地鐵1號線
開羅地鐵1號線（阿拉伯语：‎）是埃及開羅地鐵的第一條路線，是阿拉伯國家也是非洲國家第一條地鐵。該線於1989年興建，連結海爾溫至馬格，沿途停靠35個車站。1號線有時又被稱為法國線，全長44.3（27.5英里），但當中只有4.7（2.9英里）位於地下，列車以3個單元行走（9節），班次為每2.5分鐘一班，最高速度可達100 km/h（62 mph）。此線每小時各方向可搭載60,000人次。

## 興建

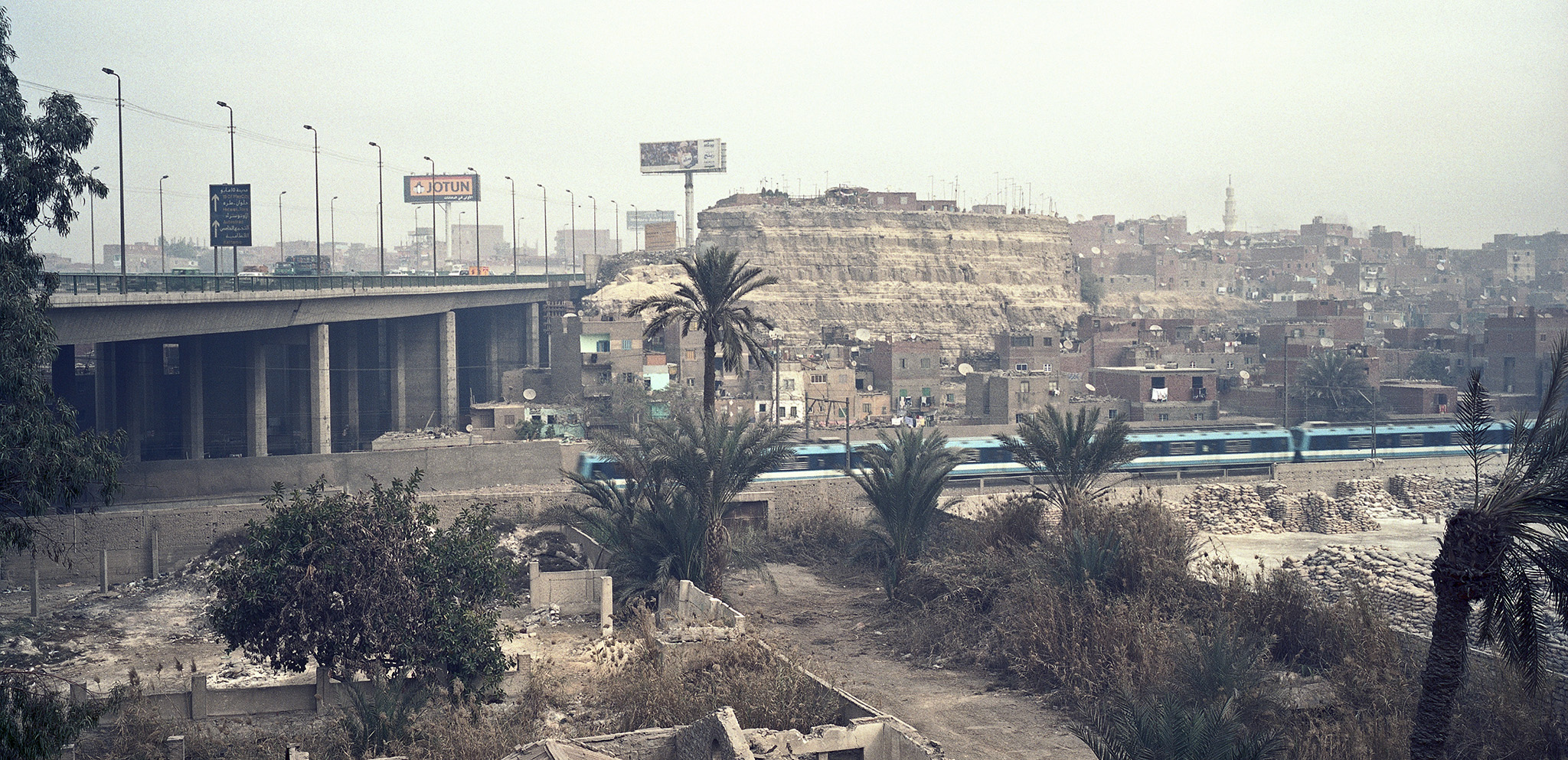
開羅地鐵1號線列車在開羅南部的達爾薩拉姆和扎赫拉之間高速行走

路線在1982年開工，法國政府同意給予埃及所需貸款。第一條海爾溫－馬格線花費11.07億法郎，折算成埃及鎊後可分為若干階段。第一期由海爾溫至拉姆西斯共4.739億埃及鎊。
第二期由拉姆西斯廣場延長至馬格，共14（8.7英里）長。起初計劃在1988年通車，但受到部分困難而推遲於1989年通車。

## 連接

### 其他地鐵路線
1號線可在肖哈達和薩達特站轉乘2號線，在納賽爾站轉乘3號線。

### 其他形式交通
肖哈達站位於拉美西斯車站旁邊，可轉乘埃及國家鐵路的長途列車。電車站也多數在1號線車站周邊停靠，開羅交通管理局和私人小型巴士服務亦然。
往開羅國際機場的連結預計在3號線第五期在2019年10月通車後達成。

## 延伸閱讀
- Salama, Saiyed. . Dar Al Maaref. 1987. ISBN 977-02-2155-4.[]